# アストルガ
アストルガ （Astorga）は、スペイン・カスティーリャ・イ・レオン州レオン県のムニシピオ（基礎自治体）。
サンティアゴ・デ・コンポステーラ巡礼路の「フランスの道」途上の町で、司教座が置かれている。

## 歴史
アストルガは最初ケルト人の定住地があり、後に古代ローマの砦アストゥリカ（Asturica）が築かれた。紀元14年にローマ都市がつくられ、アウグストゥス帝によってアストゥリカ・アウグスタ（Asturica Augusta）の名を贈られた。今日も、ローマ時代の浴場が見られる。
ローマ時代のアストゥリカは、北西スペインの重要都市だった。プリニウスは市をウルブス・マグニフィカ（Urbs magnifica、壮大な都市）と呼んだ。アストゥリカからエメリタ（Emerita、現在のメリダ）へ向かうプラテア街道があった。スペインで最初に設置された司教座3箇所のうち、1つはアストルガで、アストルガ司教の地位はヨーロッパ最古の信仰の義務を負っていた。
ムーア人に対するアストゥリアス王アルフォンソ1世の遠征後（739年-757年）、アストルガは見捨てられ、ムーア人対キリスト教徒の間の広大な無人の緩衝地帯（当時ドゥエロの砂漠と呼ばれた）の中に置かれた。再移住が始まったのは1世紀後で、アストゥリアス王オルドニョ1世の代であった。アストルガは11世紀まで衰退時代にあったが、その後巡礼路の主要宿場となって成長した。15世紀、大聖堂の建設が始まり、18世紀終わりまで続いた。
スペイン独立戦争では、アストルガはナポレオン軍に包囲された。アストルガは、ナポレオン1世が滞在したイベリア半島中最も遠い町であった。

## 地理

### 人口
| アストルガの人口推移 1900－2010                         |
|                                                         |
| 出典:INE（スペイン国立統計局）1900年 - 1991年、1996年 - |

## 政治
自治体首長はカスティーリャ・イ・レオン社会党（Partido Socialista de Castilla y León、PSCyL）のビクトリーナ・アロンソ・フェルナンデス（Victorina Alonso Fernández）で、自治体評議員はカスティーリャ・イ・レオン社会党：7、カスティーリャ・イ・レオン国民党（Partido Popular de Castilla y León、PPCyL）：7、PAL-UL：3となっている（2011年5月22日の自治体選挙結果、得票順）。
| 1999年6月13日自治体選挙 |        |        |          |
| 政党                    | 得票数 | 得票率 | 獲得議席 |
| PSOE                    | 3,515  | 48.10% | 9        |
| PP                      | 2,939  | 40.22% | 7        |
| UPL                     | 618    | 8.46%  | 1        |
| IU                      | 95     | 1.30%  | 0        |
| PB                      | 13     | 0.18%  | 0        |

| 2003年5月25日自治体選挙 |        |        |          |
| 政党                    | 得票数 | 得票率 | 獲得議席 |
| PSOE                    | 3,582  | 46.79% | 8        |
| PP                      | 2,847  | 37.19% | 7        |
| UPL                     | 1,036  | 13.53% | 2        |
| PRB                     | 20     | 0.26%  | 0        |

| 2007年5月27日自治体選挙 |        |        |          |
| 政党                    | 得票数 | 得票率 | 獲得議席 |
| PSOE                    | 3,195  | 45.11% | 8        |
| PP                      | 2,206  | 31.14% | 6        |
| PAL-UL                  | 739    | 10.43% | 2        |
| UPL                     | 681    | 9.61%  | 1        |

| 2011年5月22日自治体選挙 |        |        |          |
| 政党                    | 得票数 | 得票率 | 獲得議席 |
| PSOE                    | 2,482  | 35.68% | 7        |
| PP                      | 2,476  | 35.59% | 7        |
| PAL-UL                  | 1,292  | 18.57% | 3        |
| IU                      | 244    | 3.51%  | 0        |
| UPL                     | 220    | 3.16%  | 0        |
| PRB                     | 13     | 0.19%  | 0        |

### 司法行政
アストルガはアストルガ司法管轄区に属し、同管轄区の中心自治体である。

## 史跡
- アストルガ大聖堂（スペイン語版） - ゴシック様式の大聖堂。
- アストルガ司教館 - アントニ・ガウディの設計によるモデルニスモ建築。
- 城壁
- 自治体庁舎

その他に大聖堂付属美術館、チョコレート博物館、ローマ博物館がある。

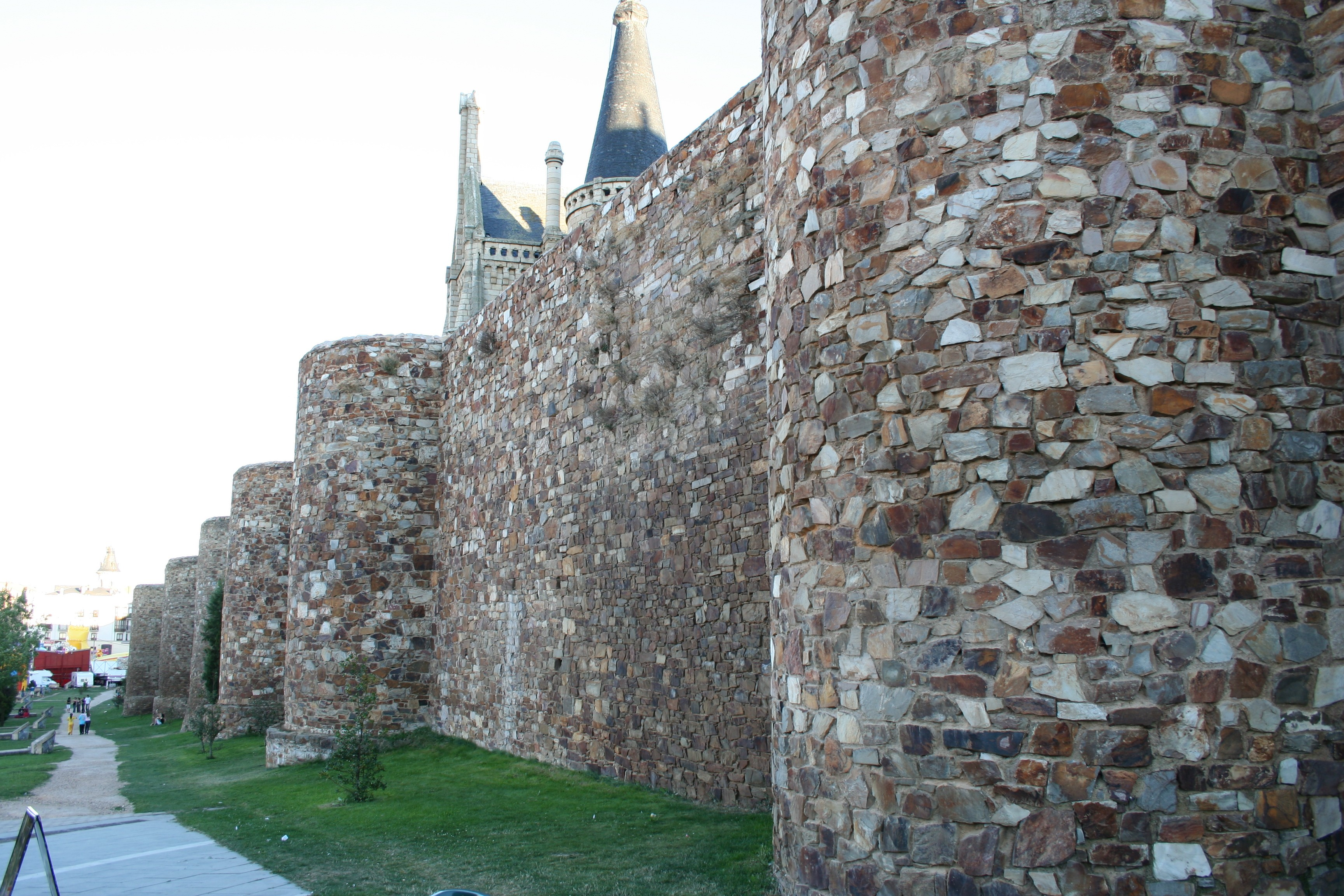
城壁
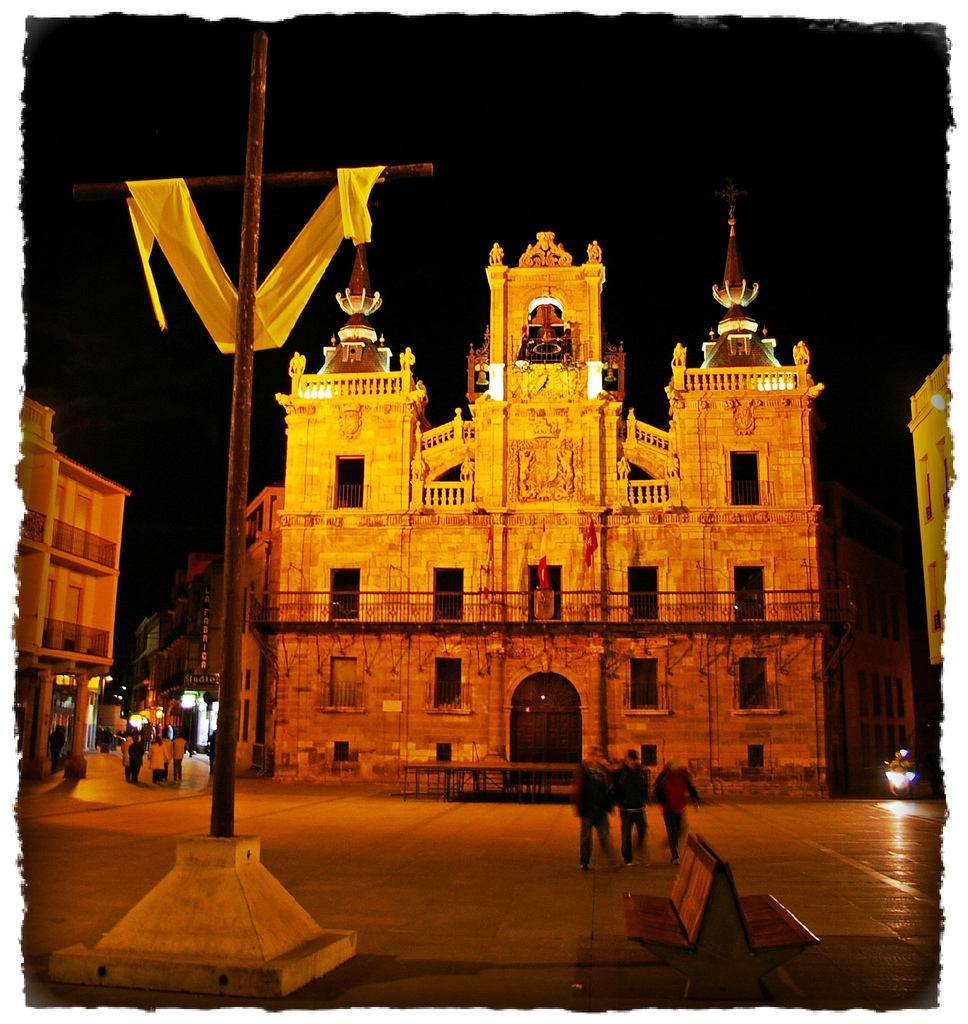
自治体庁舎
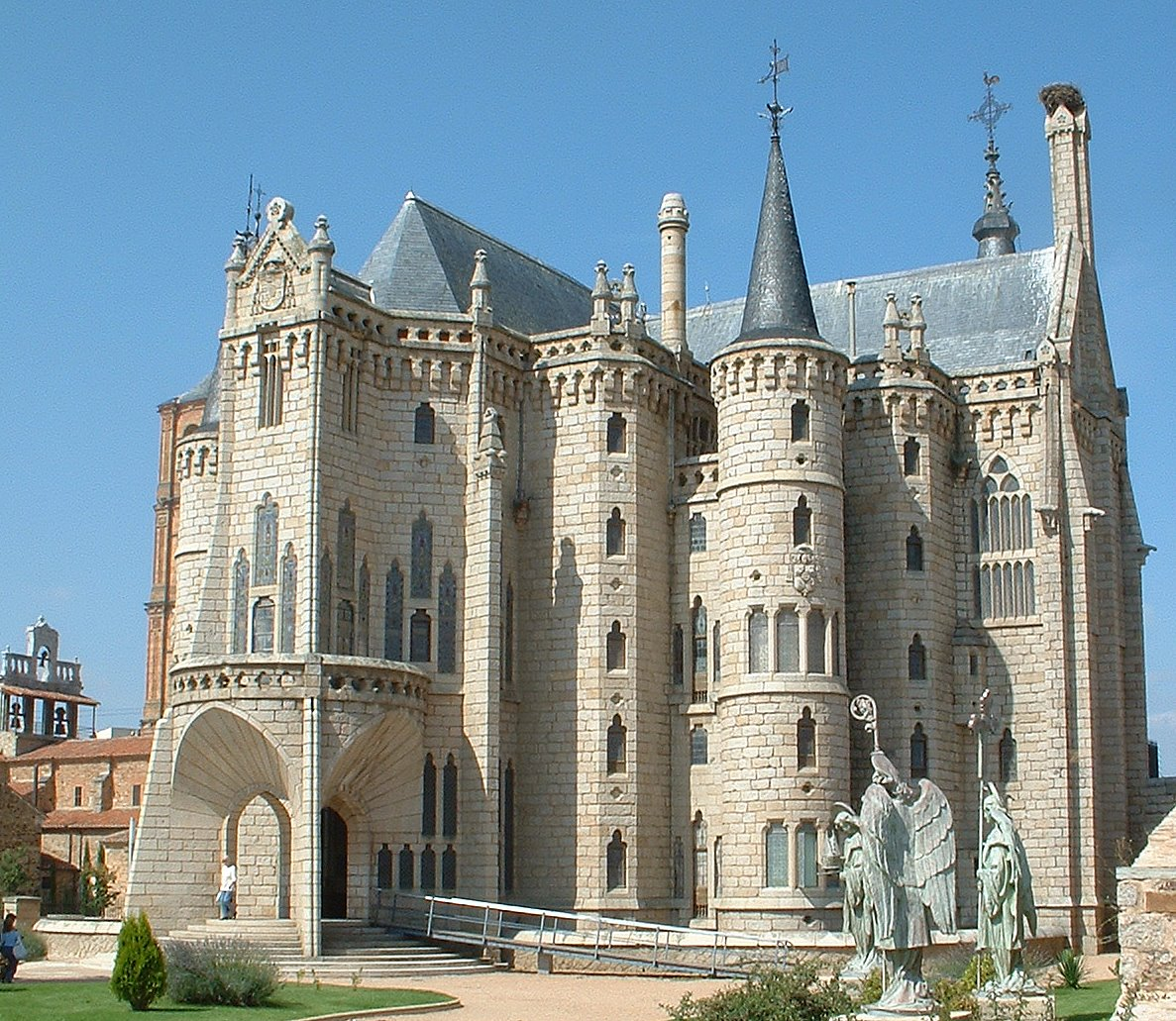
アストルガ司教館
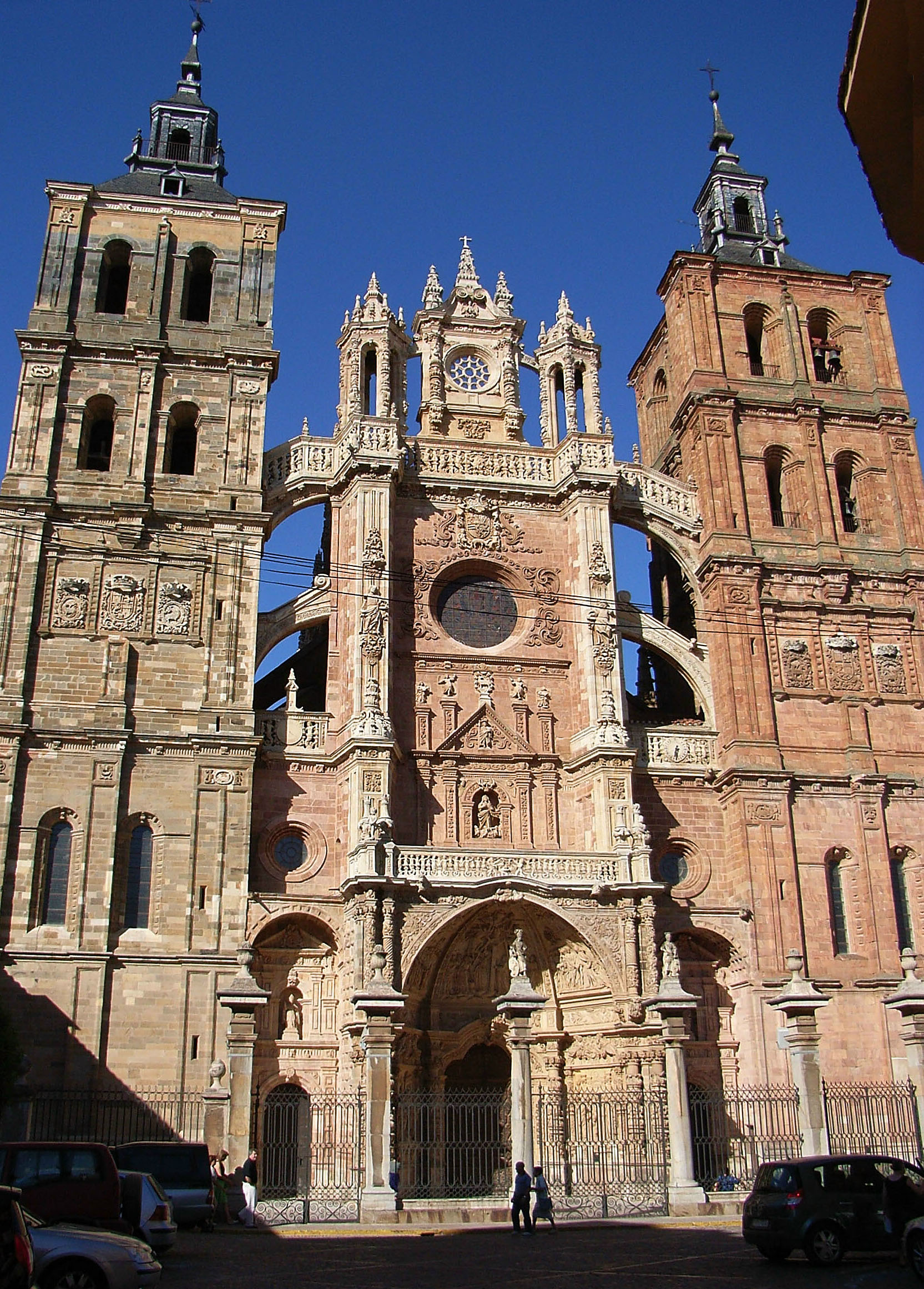
アストルガ大聖堂
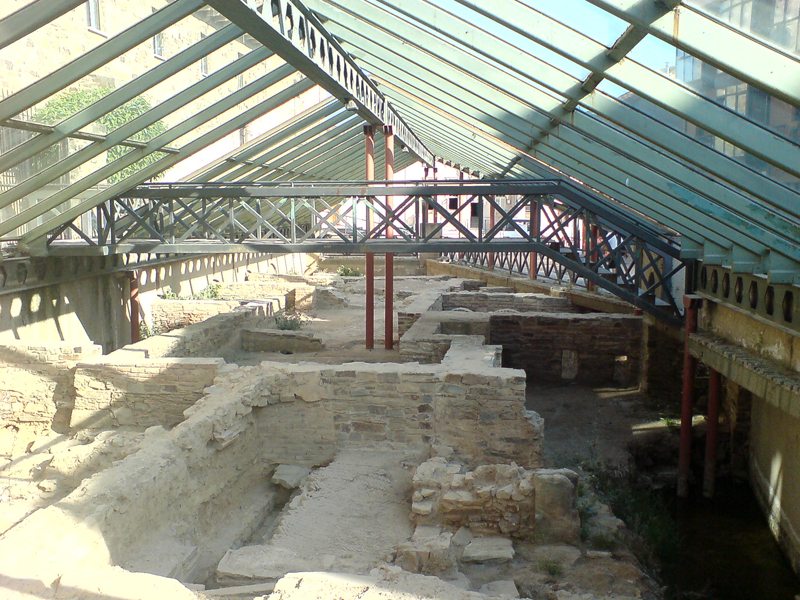
ローマ遺跡

## 姉妹都市
- モワサック、フランス